# Portret Rozalii Matyldy Glaser
Portret Rozalii Matyldy Glaser, dawniej także Portret hrabianki Thun – obraz olejny polskiego malarza Artura Grottgera z 1864 roku, znajdujący się w Galerii sztuki polskiej 1800–1945 Muzeum Śląskiego w Katowicach.
Grafini Rosalie Mathilde Folliot de Crenneville-Poutet z domu von Glaser (1860–1931) była austriacką szlachcianką, córką Wilhelma Edlera von Glasera. Urodziła się i mieszkała w Wiedniu. Obraz powstał w 1864 roku. Najprawdopodobniej przedstawia więc Rosalie w wieku 4 lat.
Dla Muzeum Śląskiego zakupiono go w antykwariacie Pollak und Winternitz w Wiedniu w 1928 roku. Dzieło, wykonane techniką olejną na płótnie, ma wymiary 118 × 99,5 cm. Portret jest sygnowany w lewym dolnym rogu: Arthur Grottger 1864. Muzealny numer katalogowy: MŚK/SzM/526.
Poczta Polska wydała w 1972 znaczek o nominale 3,40 zł z reprodukcją Portretu Rozalii Matyldy Glaser w serii Malarstwo polskie – Dzień Znaczka 1972. Nakład liczył 3 087 000 sztuk. Autorem projektu znaczka był Tadeusz Michaluk. Znaczek wyszedł z obiegu w 1994 roku.